# 1968

## أحداث
- فبراير: نهاية حصار السبعين والذي بدأ في نوفمبر 1967.
- 9 نوفمبر : زلزال بقوة 5.3 على مقياس ريختر يضرب الولايات المتحدة.

صدر لمحمد حسنين هيكل كتاب : نحن... وأمريكا.
- 16 يناير - أعلنت بريطانيا قرار سحب قواتها من جميع المناطق الواقعة شرق السويس.
- 21 مارس - قامت القوات الإسرائيلية باجتياح الحدود الأردنية ودخلت بلدة الكرامة، واستطاعت القوات المسلحة الأردنية بقيادة مشهور حديثة وقوى المقاومة من صد الهجوم وتكبيد القوات الإسرائيلية خسائر فادحة بالمعدات والأفراد.
- 17 يوليو - قيام ثورة 17 تموز في العراق حيث نظم أحمد حسن البكر حركة 17-30 تموز/يوليو، وعرفت فيما بعد بالثورة البيضاء. وأطاح بحكم الرئيس عبد الرحمن عارف.
- تأسيس جمعية منتدى الإمام أبي حنيفة في الأعظمية من قبل مجموعة من العلماء والأدباء.
- وفي يوم 30/نوفمبر/1967م تم عيد الجلاءوخروج آخر جندي بريطاني من عدن .

## مواليد
- آرون إيكهارت
- آشلي جود
- أحمد الأسطة
- أحمد جميل
- إبراهيم زولي
- أحمد علي العجمي
- أخناتون (مغني راب)
- محمد السعيدي
- أرشاد وارسي
- أسامة نمر عبد القادر
- أكيرا ياماوكا
- أكيو سياما
- ألان كافيليا
- ألكساندر موستوفوي
- أمل مرقص
- أمينة فاخت
- أنستاشيا
- أولجا فلور
- أوليفر بيرهوف
- أوليفيا وليامز
- أوين ويلسون
- إبراهيم الزيات
- إدريس الروخ
- إدواردو سانتامارينا
- إيريك بانا
- إيشين تشيبا
- ال ال كول جي
- فيليبي أمير أستورياس
- الشاب حسني
- باتريك بلوندو
- باركر بوزي
- باسكال فوجير
- بافل كوكا
- باولو دي كانيو
- باولو مالديني
- بريندن فرايزر
- بول شويرينغ
- بيلي بويد
- بيلي كرودب
- تاكو إيواساكي
- تسويوشي كيتازاوا
- توربين فرانك
- تيم شيل
- تيموثي أوليفانت
- تيموثي مك فاي
- جان مارك تشانيليت
- جمال بوطيب
- جوش برولين
- جوليا بطرس
- جيروم غناكو
- جيري يانغ
- جيمس كافيزل
- جيمس ميللر
- حسيبة بولمرقة
- حسين مصدق
- خالد عايد العنزي
- خالد أبو غليون
- خالد سليم
- دافور سوكر
- دانيال دي كيم
- دانيال كريج
- دورينل مونتينو
- ديجي بوبو
- ديدييه ديشامب
- رايتشل راي
- رجاء بن سلامة
- رينا سوفر
- زفونيمير بوبان
- زين بنت الحسين
- سارة مكلوكلين
- سام روكويل
- سامي الطرابلسي
- ستيفان ايفنبرغ
- سعيد بن سرور
- سعيدة بعدي
- سلافين بيليتش
- سالم أحمد حمدان
- سالم ميرزا
- سليم وردة
- سميرة أحمد (ممثلة إماراتية)
- سناء محيدلي
- سهام عمر عبد القادر
- سيلين ديون
- سينثيا واتروس
- شيلي لوبن
- شينا فيليبس
- صابر باتيا
- عائشة بنت الحسين
- عبد الحق أبو الخباب
- عبد الصمد ناصر
- عبد الغني برادر
- عبد الله منصور
- عزة بهاء
- علي بن عربية
- غريغ إيرس
- غوران سكوسيتش
- فايز المالكي
- فريدريك ميريو
- فريدريك هنريك
- فهد الهريفي
- فيرناندو هييرو
- قاسم ملحو
- كارلوس لاتوف
- كاي فاياند
- كايلي مينوغ
- كريستوفر جونسن مكندلز
- كلاس إنغيسون
- كلاوديو تافاريل
- كوبا جودينج جونيور
- كوجي يوسا
- لاري سانجر
- لوبوش ميخيل
- لوسي لو
- ليف لانداو
- ليوبينكو درولوفيتش
- ماتيو لو تيسيي
- ماركو غراسي
- ماركوس غرونهولم
- ماريا معلوف
- ماريو باسلر
- ماهر الأسد
- مايكل فارتان
- محمد سعيد الريحاني
- محمد عطا
- محي الدين مفتاح
- مرزوق الغانم
- مروان خوري
- مروة قاوقجي
- معز إدريس
- موسى نضاو
- ميشيل بافون
- ميلورا والترز
- نانا
- نباهت البيرق
- نعومي واتس
- نورانيزا إدريس
- نيقولاس كاكلاماناكيس
- هاشم ثاتشي
- هشام زريق
- هيو جاكمان
- وضاح خنفر
- وفاء عامر
- ويل سميث
- ياسر العيتي
- ياسر عبد العزيز
- يانا نوفوتنا
- توم هوجكينسون، كاتب بريطاني.
- عبد الله بن سعود بن محمد بن عبد العزيز آل سعود
- جوش لاسي كاتب بريطاني.
- طارق القلاف .لاعب سلاح الشيش الكويتي.

### يناير
- 12 يناير - جونيتشي ماسدا، ملحن ياباني.
- 19 يناير - مات هيل، ممثل كندي.

### فبراير
- 5 فبراير - قاسم ملحو، ممثل ومؤدي أصوات سوري.
- 23 فبراير - بيتو أورتيز، كاتب بيروفي.

### مارس
- 18 مارس - شينيتشيرو ميكي، مؤدي أصوات ياباني.
- 29 مارس - يوسكي كورودا، مؤلف أنمي ياباني.

### مايو
- 2 مايو - هيكارو ميدوريكاوا مؤدي أصوات ياباني.

### يونيو
- 10 يونيو - نوبُتوشي كانّا، مؤدي أصوات ياباني.
- 27 يونيو - نعيمة الجزائرية، مغنية جزائرية.

### يوليو
- 5 يوليو - كينجي إيتو، ملحن ياباني.

### أغسطس
- 5 أغسطس - مارين لوبان، سياسية فرنسية.
- 10 أغسطس - عبد اللطيف بن عزي، لاعب دولي سابق في رجبي.
- 27 أغسطس - نورانيزا إدريس، مغنية ماليزية.

### نوفمبر
- 10 نوفمبر - إشتار، مغنية إسرائيلية.
- 18 نوفمبر -
  - أيا هيساكاوا، مؤدية أصوات يابانية.
  - عباس فرات اليزدي - شاعر إيراني.

### ديسمبر
- 21 ديسمبر - سبايك سبنسر، مؤدي أصوات أمريكي.

## وفيات
- فائز الغصين
- عدنان مرعي
- أحمد بن أحمذي
- أحمد حسن الزيات
- أوتو هان
- إبراهيم مصطفى
- إغناطيوس جبرائيل الأول تبوني
- بادري بيو
- بشارة خوري
- بي بيناديرت
- تريغفي لي
- جاويدان هانم
- جمال سالم
- جون ستاينبيك
- خليفة التكبالي
- خليل عز الدين الجمل
- زكي الأرسوزي
- سالفاتوري كوازيمودو
- شادية أبو غزالة
- عبد السلام النابلسي
- عوني بكر صدقي
- فيتوريو بوتسو
- فيرناندو غويديسيلي
- كورناي هايمانس
- مارتن لوثر كينغ
- ماكس برود
- موزس ليفي
- هنري ديل
- هيلين كيلر
- يوري جاجارين
- يوسف بيدس
- نجيب الأرمنازي
- 23 ديسمبر - ساطع الحصري.
- 24 ديسمبر - الرئيس الباكستاني محمد علي جناح.
- 14 مايو - حيدر العمر - مخرج سينمائي عراقي.
- 11 ديسمبر آرثر سولزبرجرناشر وصحفي أمريكي يهودي.
- عواد معروف
- فيصل بن تركي الأول بن عبد العزيز آل سعود حفيد الملك عبد العزيز

## نال جائزة نوبل
- في الفيزياء – الأمريكي لويس ألفاريز.
- في الكيمياء – الأمريكي لارس أونساغر.
- في الطب – بين الأمريكيين روبرت هولي وهار غوبند خورانا ومارشال نيرنبرغ.
- في الأدب – الياباني ياسوناري كواباتا.
- في السلام – الفرنسي رينيه كاسان.